# Madonna col Bambino tra i santi Girolamo e Maddalena
La Madonna col Bambino tra i santi Girolamo e Maddalena  (en français : Vierge à l'Enfant entre les saints Jérôme et Marie Madeleine) est une peinture a tempera sur panneau de bois de 61 × 43,8 cm, qui peut être datée vers 1490, réalisée par Neroccio di Bartolomeo de' Landi, et conservée au Metropolitan Museum of Art (New York). Le cadre n'est pas d'origine mais a été conçu par Francesco di Giorgio Martini, avec lequel Neroccio a partagé un atelier (bottega) entre 1468 et 1475.

## Description

Détail du cadre
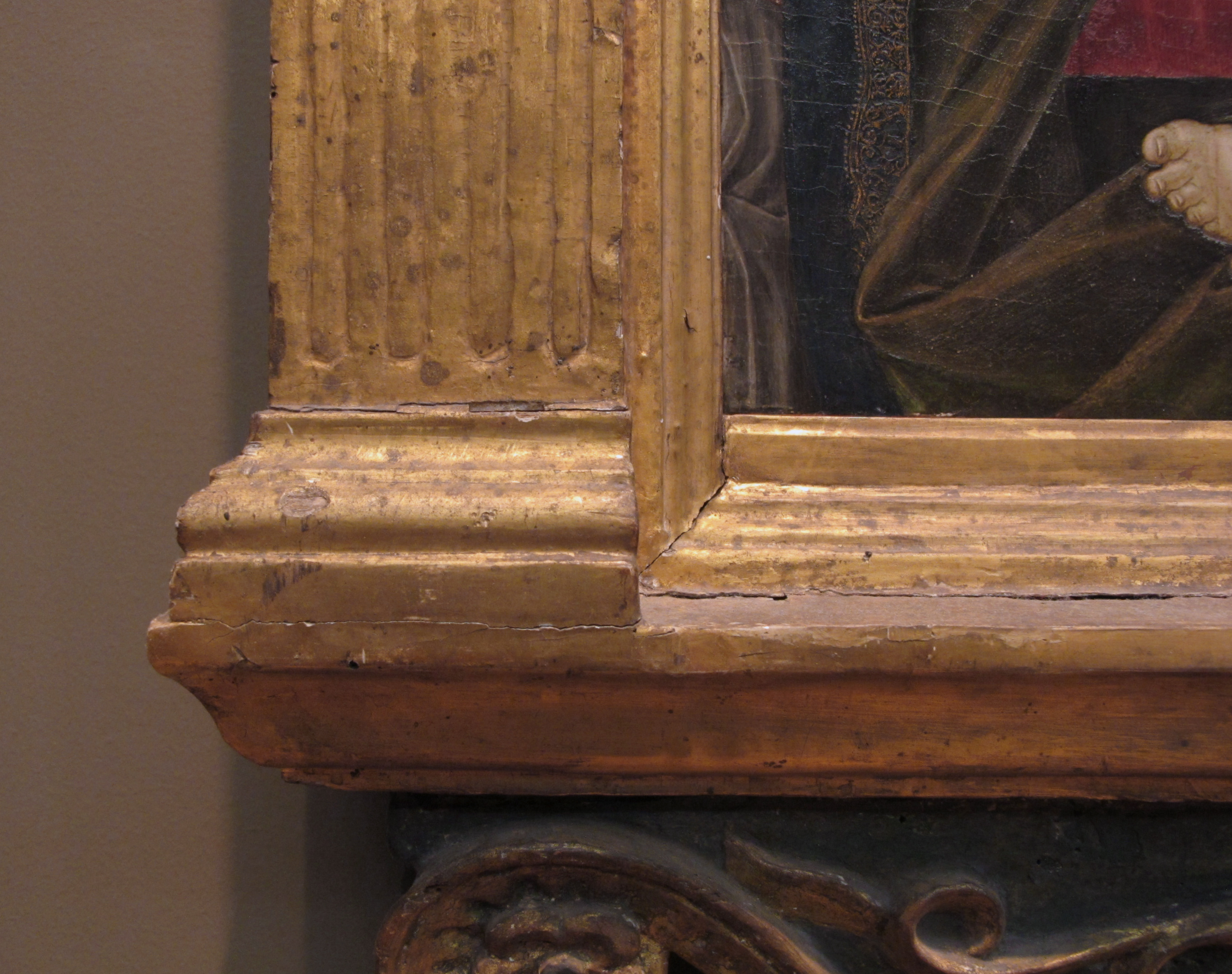
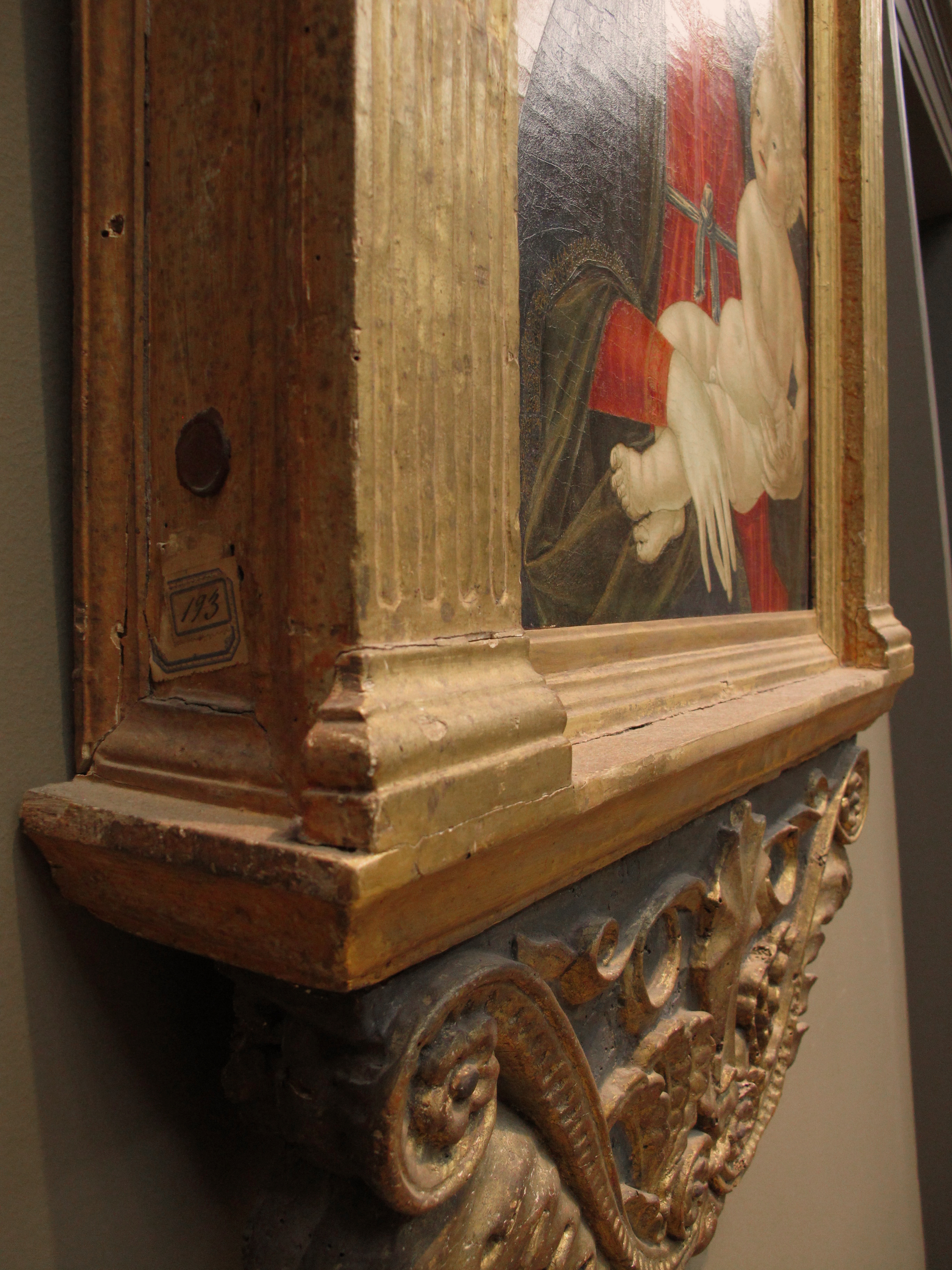

## Sources bibliographiques
- (en) Gertrude Coor, Neroccio de' Landi 1447-1500, Princeton, New Jersey, Princeton University Press, 1961, 235 p., 30 x 23 cmReproduction de la  Madonna col Bambino tra i santi Girolamo e Maddalena (frontispice et figures nos 51 et 52), décrite p. 190-191, (no 62) dans le catalogue.
- (en) Fern Rusk Shapley, Paintings from the Samuel H. Kress Collection : Italian Paintings fifteenth to sixteenth century, Londres, Phaidon, 1968, 466 p., p. 155.Figure no 415.
- (en) Federico Zeri et Elizabeth E. Gardner, Italian Paintings : A Catalogue of the Collection of The Metropolitan Museum of Art, Sienese and Central Italian Schools, Vicence, Neri Pozza Editore, 1980, 112 p., p. 55-56.